# Rocco (mascota)
Rocco es la mascota del equipo Diablos Rojos del México de la Liga Mexicana de Béisbol desde la temporada 2002 cuando reemplazó a un gorila.
La mascota representa a un canino amorfo. La persona que llevó el traje de Rocco en la temporada fue cambiada para 2003 y éste se mantuvo hasta 2006 ya que decidió regresarse a Puebla, de donde es originario. La persona que actualmente se caracteriza como Rocco lo hace desde el 2007.
Por lo general Rocco sólo se presenta en los juegos en casa de los Diablos, pero en diversas ocasiones, acompaña al equipo en juegos de visitante. Rocco fue invitado a la carrera de botargas que se realizaba el programa de televisión "Otro Rollo", en donde llegó a ganar una de esas competencias. También participa en el "Derby de Mascotas" que se organiza anualmente previo al Juego de Estrellas de la Liga Mexicana de Béisbol.
- Datos: Q6110236